# De Librije
De Librije és un restaurant de Zwolle, als Països Baixos. És un restaurant d'alta cuina a qui se li han atorgat estrelles Michelin des de 1993. Se li va donar una estrella en el període 1993-1998, dos estrelles en el període 1999-2003 i tres estrelles des de 2004. El 2007 i 2008, el restaurant va rebre una puntuació de 19.5 i es va convertir en Restaurant de l'Any en l'edició neerlandesa de Gault-Millau.
El restaurant és localitzat en l'antiga biblioteca del segle xv de l'abadia Dominicana, per això el nom "De Librije". El chef de cuina és Jonnie Boer i la seva muller Thérèse Boer-Tausch és maître i sommelier. La parella, qui tots dos ja treballat en el restaurant, va comprar l'establiment dins 1992.

## Premis
- Estrella Michelin - 1993
- El 50 Restaurant Millor del Món Premis - posició 37 (2010), posició 46 (2011)[7]
- Gault Millau - restaurant Van het jaar 2011[8]
- Verybest.com Premis - Millor Restaurant 2010[9]